# Cristina Fontes Lima
Maria Cristina Lopes Almeida Fontes Lima (1958-atualidade) é uma advogada e política cabo-verdiana que foi Ministra da Justiça de 2001 a 2006, Ministra da Defesa de 2006 a 2011, Vice-Primeiro-Ministra e Ministra da Saúde de 2011 a 2016.

## Infância e educação
Nasceu em 1958. Em 1981, licenciou-se em Direito pela Faculdade de Direito da Universidade Clássica de Lisboa. Em 1996, concluiu o mestrado em Administração Pública pela Southern Illinois University.

## Carreira
Fontes Lima é membro do Partido Africano para a Independência de Cabo Verde . Foi nomeada para o gabinete pelo Primeiro-Ministro José Maria Neves a 13 de Janeiro de 2001, como Ministra da Justiça. Exerceu esta função até 8 de março de 2006, data em que foi nomeada Ministra da Presidência do Conselho de Ministros, Ministra da Reforma do Estado e Ministra da Defesa. 
Em 2011, foi nomeada Ministra da Saúde e Vice-Primeira-Ministra  Como Ministra da Saúde,  supervisionou as respostas da nação à epidemia de Ebola nos países vizinhos  e à epidemia de Zika que afetou mais de 7.000 pessoas em Cabo Verde.    Em fevereiro de 2014,  liderou a assinatura de um compacto nacional de saúde.
Em dezembro de 2014, Lima candidatou-se à direção do partido. Ficou em terceiro lugar com 8,5% dos votos para Janira Hopffer Almada (51,2%) e para o líder parlamentar Felisberto Alves Vieira (40,3%). Deixou o executivo após a derrota do partido nas eleições de 2016.

Em setembro de 2016, candidatou-se à Câmara da Praia, mas foi derrotada pelo candidato do Movimento pela Democracia, Oscar Santos, que substituiu Ulisses Correia e Silva quando este saiu para disputar a presidência do país. 

## ligações externas
- Fontes Lima falando na 67ª OMS Assembleia Mundial da Saúde 19 de maio de 2013